# 台湾弱斑蛛
台湾弱斑蛛（学名：Ischnothyreus formosus）为卵形蛛科弱斑蛛属的动物。分布于台湾以及中国大陆的浙江、安徽等地。该物种的模式产地在台湾。